# Jean-Pierre Conty
Pour les articles homonymes, voir Conty (homonymie).
Œuvres principales
- Opération Odyssée
- Mr Suzuki sert d'appât

Jean-Pierre Conty, né Conrad Court Walrafen le 9 décembre 1912 à Merlebach dans le district de Lorraine et mort le 12 septembre 1984 à Garches (Hauts-de-Seine), est un écrivain français, connu pour ses romans d'espionnage.
Le héros de la plupart de ses ouvrages est Akiha Suzuki, un espion japonais. Il a également publié sous le pseudonyme de Jean Crau.

## Œuvres

### Théâtre
En 1954, sa pièce Affaire vous concernant est mise en scène par Pierre Valde au Théâtre de Paris.
En 1965, il écrit, en collaboration avec Jean Bernard-Luc, une comédie-vaudeville devenue un classique du genre : Quand épousez-vous ma femme ?, créée au théâtre avec Michel Serrault, Jean-Pierre Darras, Maria Pacôme.

### Bande dessinée
Quelques adaptations en bande dessinée de la série des Mr. Suzuki ont été réalisées par Jacomo :
- La nuit rouge de Mr. Suzuki, Artima, 1974
- Mr. Suzuki a la dent dure, Artima, 1975
- Mr. Suzuki et la ville fantôme, Artima, 1975
- Mr. Suzuki lance un sos, Artima, 1977
- Mr. Suzuki lance un sos (2), Artima, 1977

### Cinéma
Robert Vernay a réalisé l'adaptation cinématographique de Monsieur Suzuki prend la mouche en 1960 sous le titre : Monsieur Suzuki avec Jean Thielment, Ivan Desny, Pierre Dudan et Claude Farell.

### Télévision
Jean-Pierre Conty a écrit le scénario de Réactions en chaîne, l'épisode no 4 de la série Les Cinq Dernières Minutes, réalisé par Claude Loursais en 1958.

## Prix et distinctions
Il obtient en 1953 le grand prix de littérature policière pour son roman Opération Odyssée.
En 1969 il est récompensé par Les Palmes d'or du roman d'espionnage pour son roman Mr Suzuki sert d'appât.